# Усть-Пыжа
Усть-Пыжа — село в Турочакском муниципальном районе Республики Алтай России. Входит в состав Кебезенского сельского поселения.

## История
существует с 1836 года

## География
Село расположено на севере Республики Алтай и находится в горнотаёжной зоне, на месте впадения р. Пыжа в Бию (откуда и русское название). Уличная сеть состоит из пяти географических объектов:ул. Береговая,  ул. Карманка,  ул. Мира,  ул. Новая, ул. Центральная
Центральная часть населённого пункта расположена на высоте 489 метров над уровнем моря.

## Население
| 2010 | 2011 | 2012 | 2013 | 2014 | 2015 |
| ---- | ---- | ---- | ---- | ---- | ---- |
| 162  | →162 | ↗168 | ↘163 | ↘154 | ↘149 |
| 2016 |      |      |      |      |      |
| ↗158 |      |      |      |      |      |

## Инфраструктура
В селе существует одно предприятие — лесхоз. Сельский туризм

## Транспорт
Усть-Пыжа стоит на автодорогах: Бийск-Артыбаш и Майма-Артыбаш (участок автодороги регионального значения «Горно-Алтайск — Чоя — Верх-Бийск — Артыбаш (Телецкое озеро)», идентификационный номер 84К-15).